# 33. ceremonia wręczenia nagród Brytyjskiej Akademii Filmowej
33. ceremonia rozdania nagród Brytyjskiej Akademii Sztuk Filmowych i Telewizyjnych.
Najwięcej statuetek (po 2) otrzymały filmy Manhattan, Chiński syndrom, Czas apokalipsy, Łowca jeleni, Jankesi i Obcy – ósmy pasażer Nostromo.

## Laureaci
Laureaci oznaczeni są wytłuszczeniem

### Najlepszy film
- Manhattan
- Chiński syndrom
- Czas apokalipsy
- Łowca jeleni

### Najlepszy aktor
- Jack Lemmon − Chiński syndrom
- Woody Allen − Manhattan
- Robert De Niro − Łowca jeleni
- Martin Sheen − Czas apokalipsy

### Najlepsza aktorka
- Jane Fonda − Chiński syndrom
- Diane Keaton − Manhattan
- Maggie Smith − Suita kalifornijska
- Meryl Streep − Łowca jeleni

### Najlepsza aktor drugoplanowy
- Robert Duvall − Czas apokalipsy
- Denholm Elliott − Saint Jack
- John Hurt − Obcy – ósmy pasażer Nostromo
- Christopher Walken − Łowca jeleni

### Najlepsza aktorka drugoplanowa
- Rachel Roberts − Jankesi
- Lisa Eichhorn − Europejczycy
- Mariel Hemingway − Manhattan
- Meryl Streep − Manhattan

### Najlepsza reżyseria
- Francis Ford Coppola − Czas apokalipsy
- Woody Allen − Manhattan
- Michael Cimino − Łowca jeleni
- John Schlesinger − Jankesi

### Najlepszy scenariusz
- Woody Allen, Marshall Brickman − Manhattan
- Mike Gray, T.S. Cook, James Bridges − Chiński syndrom
- Colin Welland, Walter Bernstein − Jankesi
- Deric Washburn − Łowca jeleni

### Najlepsze zdjęcia
- Vilmos Zsigmond − Łowca jeleni
- Dick Bush − Jankesi
- Vittorio Storaro − Czas apokalipsy
- Gordon Willis − Manhattan

### Najlepsza scenografia/dekoracja wnętrz
- Michael Seymour − Obcy – ósmy pasażer Nostromo
- Dean Tavoularis − Czas apokalipsy
- Jeremiah Rusconi − Europejczycy
- Brian Morris − Jankesi

### Najlepsze kostiumy
- Shirley Russell − Jankesi
- Shirley Russell − Agata
- Judy Moorcroft − Europejczycy
- John Mollo − Obcy – ósmy pasażer Nostromo

### Najlepszy dźwięk
- Derrick Leather, Jim Shields, Bill Rowe − Obcy – ósmy pasażer Nostromo
- Nathan Boxer, Richard P. Cirincione, Walter Murch − Czas apokalipsy
- C. Darin Knight, James J. Klinger, Richard Portman − Łowca jeleni
- James Sabat, Dan Sable, Jack Higgins − Manhattan

### Najlepszy montaż
- Peter Zinner − Łowca jeleni
- Richard Marks, Walter Murch, Gerald B. Greenberg i Lisa Fruchtman − Czas apokalipsy
- Susan E. Morse − Manhattan
- Terry Rawlings − Obcy – ósmy pasażer Nostromo

### Nagroda im. Anthony'ego Asquita za muzykę
- Ennio Morricone − Niebiańskie dni
- Richard Rodney Bennett − Jankesi
- Carmine Coppola, Francis Ford Coppola − Czas apokalipsy
- Jerry Goldsmith − Obcy – ósmy pasażer Nostromo

### Najbardziej obiecujący debiut aktorski w głównej roli
- Gary Busey − The Buddy Holly Story
- Dennis Christopher – Uciekać
- Sigourney Weaver − Obcy – ósmy pasażer Nostromo
- Ray Winstone − That Summer

## Podsumowanie
Laureaci

Nagroda / Nominacja
- 2 / 4 – Chiński syndrom
- 2 / 7 – Jankesi
- 2 / 7 – Obcy – ósmy pasażer Nostromo
- 2 / 9 – Czas apokalipsy
- 2 / 9 – Łowca jeleni
- 2 / 10 – Manhattan

Przegrani
- 0 / 3 – Europejczycy

## BAFTA TV

### Najlepszy aktor
- Alec Guinness − Druciarz, krawiec, żołnierz, szpieg
- Robert Hardy − All Creatures Great and Small, BBC2 Playhouse
- Timothy West − Crime and Punishment, Churchill and the Generals, The Famous History of the Life of King Henry the Eight, Timothy West as Beecham
- Leo McKern − Rumpole of the Bailey